# Mark Johnson (produtor)
Mark Johnson (Washington, D.C., 27 de dezembro de 1945) é um produtor de filme americano. Johnson venceu o Oscar de melhor filme em 1989 pelo filme Rain Man.

## Infância
Johnson nasceu em Washington, D.C., o filho de Dorothy (née King), uma corretora de imóveis, e Emery Johnson, que trabalhava no mercado de carga aérea. Ele graduou-se pela University of Virginia em 1971.

## Carreira
Johnson primeiro se envolveu na industria do entretenimento em 1965, como um ator fazendo um assistente de xerife no espanhol "spaghetti western" Brandy, dirigido por Jose Luis Borau. Ele passou dez anos da sua infância na Espanha, onde ele trabalhou como figurante em filmes como Nicholas and Alexandra e Dr. Zhivago. Suas primeiras experiências foram pequenos papéis no europeu Ride and Kill e o drama de 1964 The Thin Red Line. Depois de ganhar uma licenciatura em Drama pela Universidade de Virginia e um mestrado em Cinema pela Universidade de Iowa, Johnson foi para Nova York. Lá ele entrou como Diretor do programa de treinamento do grêmio. Um de seus primeiros projetos foi a autobiografia do drama Next Stop, Greenwich Village de Paul Mazursky. Johnson voltou para Los Angeles e trabalhou como diretor assistente de projetos como Movie Movie, The Brink's Job, Escape from Alcatraz e High Anxiety, na qual foi co-escritor com seu futuro parceiro de negócios Barry Levinson.
Como parte da Baltimore Pictures, ele fez parceria com Barry Levinson, Johnson produziu todos os filmes que escreveu e dirigiu eles de 1982-1994. Alem de Rain Man, ele também trabalhou em Good Morning, Vietnam, The Natural, Tin Men, Toys, Young Sherlock Holmes, Avalon, Diner (seu projeto de estreia em 1982, na qual Levinson foi nomeado ao Oscar para melhor roteiro) e Bugsy, na qual ele foi nomeado à 10 Óscars, incluindo Melhor Fotografia e Melhor Diretor. Bugsy também conquistou o prêmio Golden Globe como Melhor Fotografia.
Em 1994 Johnson fundou sua própria companhia de produção e venceu o Los Angeles Film Critics New Generation Award pela primeira vez pela sua própria empresa, A Little Princess, dirigido por Alfonso Cuarón. Sobre sua nova empresa, Johnson produziu a comedia Home Fries, estrelando Drew Barrymore, e o dramático filme de suspense Donnie Brasco, estrelando Al Pacino e Johnny Depp. Ele também trabalhou como produtor executivo para a CBS nas séries L.A. Doctors e Falcone, e o drama The Guardian.
Johnson recentemente trabalhou em filmes incluindo The Alamo e The Rookie, os dois dirigidos por John Lee Hancock; The Banger Sisters, com Susan Sarandon e Goldie Hawn; o drama Moonlight Mile de Brad Silberling, com Susan Sarandon e Dustin Hoffman; o suspense Dragonfly de Tom Shadyac, com Kevin Costner e Kathy Bates; a sátira irlandesa An Everlasting Piece de Barry Levinson; o suspense What Lies Beneath de Robert Zemeckis, estrelando Harrison Ford e Michelle Pfeiffer; a comédia Galaxy Quest, com Tim Allen, Alan Rickman e Sigourney Weaver; e My Dog Skip, o aclamado drama familiar (co-produzido com John Lee Hancock) estrelando Frankie Muniz, Diane Lane e Kevin Bacon.
Recentemente Johnson produziu os dramas The Notebook, The Wendell Baker Story de Nick Cassavetes, na qual marcou a estréia diretorial dos irmãos  Luke e Andrew Wilson, e How to Eat Fried Worms.
Johnson foi apresentado ao produtor executivo Luis Llosa iniciante na área da direção para, Sniper, Tim Robbins diretor iniciante, Bob Roberts, Steven Soderbergh Kafka, nomeação de Robert Redford por Quiz Show e Journey of Hope, ganhador em 1999 no Academy Award como melhor filme de Língua Estrangeira. Recente projetos incluem The Hunting Party, estrelando Richard Gere, Lake City, estrelando Sissy Spacek, Ballast, o criticamente aclamado iniciante de direção Lance Hammer, e My Sister's Keeper, estrelando Cameron Diaz, Alec Baldwin e Abigail Breslin. Ele está trabalhando com Guillermo del Toro para produzir a adaptação do livro Hater de David Moody para os cinemas..
Em 2005 Johnson produziu The Chronicles of Narnia: The Lion, the Witch and the Wardrobe, dirigido por Andrew Adamson e estrelando Tilda Swinton. O filme foi nomeado pra três Academy Awards e Três BAFTAs, ganhando um de cada. Em 2008 ele produziu a sequência, Prince Caspian. O terceiro filme da série de filmes Narnia, The Voyage of the Dawn Treader, dirigido por Michael Apted, foi lançado em 10 de Dezembro de 2010.
Johnson teve três longas metragens lançados em 2012; Not Fade Away escrito e dirigido por Sopranos criado por David Chase e estrelando James Gandolfini, Chasing Mavericks dirigido por Curtis Hanson e estralando Gerard Butler, e Won't Back Down estrelando Viola Davis, Maggie Gyllenhaal e Holly Hunter.
Johnson foi produtor executivo da AMC, ganhando o Emmy Award pela série Breaking Bad. Ele também é produtor executivo da série Rectify da Sundance Channel, e da série Better Call Saul da  AMC que se passa no mesmo ambiente de Breaking Bad.
Johnson é membro da Academy of Motion Picture Arts and Sciences.